# Henry Hastings, V conte di Huntingdon
Henry Hastings, V conte di Huntingdon (Ashby-de-la-Zouch, 24 aprile 1586 – 14 novembre 1643) è stato un nobile inglese.

## Biografia
Era il figlio di Francis Hastings, barone Hastings, e di sua moglie, Lady Sarah Harrington. Era un pro-pro-pro nipote di Margaret Pole, contessa di Salisbury. Studiò alla Gray Inn.
Nel 1595 suo padre morì e così Henry divenne l'erede di suo nonno. Il 31 dicembre 1604 divenne conte di Huntingdon.

### Carriera
Nel 1607, all'età di 21 anni, comandò le forze nella soppressione della Rivolta di Midland. Fu Lord luogotenente di Leicester e Lord luogotenente di Rutland (1614-1642). Era inoltre un membro della Virginia Company.

### Matrimonio
Sposò, il 15 gennaio 1601, Lady Elizabeth Stanley (1588-1633), figlia più giovane di Ferdinando Stanley, V conte di Derby e Lady Alice Spencer. Sua moglie era una pro-pro-nipote di Maria Tudor, duchessa di Suffolk. Ebbero quattro figli:
- Lady Alice Hastings (1606-1667), sposò Sir Gervase Clifton, I Baronetto, non ebbero figli[3];
- Ferdinando Hastings, VI conte di Huntingdon (1608-1655)[3];
- Henry Hastings, I barone di Loughborough (1610-1667)[3];
- Lady Elizabeth Hastings (1605-?), sposò Sir Hugh Calverley, non ebbero figli[3];

### Morte
Morì il 14 novembre 1643.